# Hugo Werner von Ziegenhierd
Hugo Werner von Ziegenhierd (* 1820; † 28. Juni 1874 in Liebschwitz) war ein deutscher Rittergutsbesitzer und Politiker.

## Leben
Die Familie Ziegenhierd war seit 1745 im Ziegenhierdschen Ländchen ansässig. Sein Großvater Friedrich Theodor Köpke wurde vom kinderlosen Johann Ferdinand August von Ziegenhierd adoptiert und am 22. Oktober 1798 als von Ziegenhierd geadelt. Hugo Werner von Ziegenhierd war der Sohn des Erb-Lehn- und Gerichtsherren Friedrich Theodor von Ziegenhierd auf Liebschwitz, Loitzsch und Lichtenberg († 27. Februar 1854). Er heiratete am 1. Juli 1862 in Langenberg bei Gera Marie Louise Mengel (* 9. November 1840 in Gera; † 15. September 1911 ebenda), die Tochter des Fabrikbesitzers Carl August Mengel in Gera. Der einzige Sohn war Dr. jur. Friedrich Alfred Werner von Ziegenhierd. Sein Bruder Ferdinand von Ziegenhierd wurde ebenfalls Abgeordneter, seine Schwester Laura heiratete den späteren Obergerichtsrat und Abgeordneten Wilhelm Schneider.
Hugo Werner von Ziegenhierd war Rittergutsbesitzer auf Liebschwitz, Loitzsch und Lichtenberg. Er diente in der sächsischen Armee, wo er 1841 als Leutnant in das 2. Königlich Sächsische Husaren-Regiment Nr. 19 eintrat, und schied dort 1849 als Oberleutnant (Premierlieutenant) aus. Er war Friedensrichter und Kirchen- und Schulpatron.
Vom 25. Januar 1860 bis 1871 war er Abgeordneter im Landtag Reuß jüngerer Linie.